# Valikamam
Valikamam (tamoul : வலிகாமம் valikāmam, singhalais : වැලිගම) est l'une des trois régions historiques de la péninsule de Jaffna, dans le nord de Sri Lanka. Les deux autres régions sont Thenmarachchi et Vadamarachchi. 

## Étymologie
Valikamam est parfois écrit Valikaamam ou Valigamam.
Valikamam se traduit par "le village de sable" . Il est dérivé des mots tamouls vali (sable) et kamam (village).